# 805

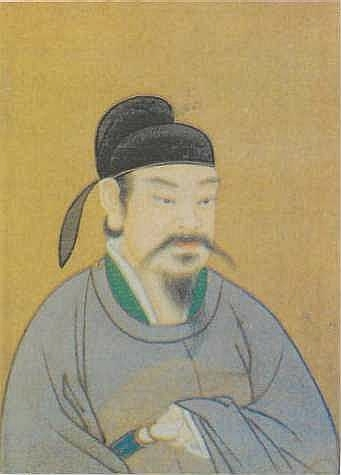
Keizer Xian Zong (778 - 820)

Het jaar 805 is het 5e jaar in de 9e eeuw volgens de christelijke jaartelling.

## Gebeurtenissen

### Europa
- Keizer Karel de Grote vormt de Thüringische Mark (Limes Sorabicus) in de omgeving van de rivier de Saale, aan de oostgrens van het Frankische Rijk. Dit om de rijksgrens te verdedigen tegen de opstandige Sorben, een West-Slavische nomadenstam.
- Karel de Grote sticht Andorra, als dank voor de hulp van de plaatselijke bevolking bij de strijd tegen de Saracenen. Het grensgebied maakt deel uit van de Spaanse Mark en vormt een bufferzone tegen de Omajjaden van Andalusië (huidige Spanje).
- In de ruiterij van de Franken wordt de maliënkolder deel van de verplichte standaarduitrusting.

### Azië
- 25 februari - Keizer De Zong overlijdt na een regeerperiode van 25 jaar. Hij wordt opgevolgd door zijn kleinzoon Xian Zong (Li Chun) die als heerser van de Tang-dynastie de troon bestijgt van het Chinese Keizerrijk.

## Religie
- Liudger, Friese missionaris, wordt door Hildebold ingewijd als eerste bisschop van Münster (huidige Noordrijn-Westfalen).

## Geboren
- Erispoë, koning van Bretagne (waarschijnlijke datum)
- Irmgard, echtgenote van Lotharius I (waarschijnlijke datum)
- Judith van Beieren, echtgenote van Lodewijk de Vrome (waarschijnlijke datum)
- Lupus van Ferrières, Frankisch abt (waarschijnlijke datum)

## Overleden
- 12 mei - Æthelhard, aartsbisschop van Canterbury
- 25 februari - De Zong (63), keizer van het Chinese Keizerrijk
- 20 april - Wiho I, Fries bisschop en heilige (of 804)